# Tafonomía actualista
La tafonomía actualista o neotafonomía es un área de la tafonomía que tiene como objetivo comprender cómo se formaron los fósiles y los yacimientos fosilíferos estudiando la suerte de los restos de organismos actuales. Estas tareas se realizan por medio de estudios experimentales (a partir de experimentos) y/o comparativos (a partir de muestreos), que permiten la observación de los procesos físicos, químicos y biológicos que afectan a los restos orgánicos en diferentes ambientes sedimentarios en la actualidad.
Su definición proviene de las palabras que la componen: la tafonomía (del griego « τάφος» taphos, enterramiento, y «νόμος» nomos, ley) es la parte de la paleontología que estudia los procesos de fosilización y la formación de los yacimientos de fósiles. Fue definida originalmente como el paso de los restos de los organismos desde la biósfera a la litósfera. El término actualista refiere a que los investigadores estudian los procesos y patrones actuales para obtener modelos de cómo podrían haber ocurrido fenómenos similares en el pasado.

### Temas abordados por la tafonomía actualista
La tafonomía actualista aborda todos los aspectos de la formación de fósiles y potencialmente todos los grupos de organismos que viven o vivieron en el planeta Tierra. Por ejemplo:
- Estudios de fidelidad tafonómica, que consisten en la comparación de la composición de las comunidades actuales y los restos que de ellas se encuentran.[5][6][7]
- Estudios de las modificaciones de los restos durante la bioestratinomia.[5]
- Estudios de las modificaciones de los restos durante la diagénesis (o fosildiagénesis).[5]
- Paleobiología de la conservación. [8]
- Otros